# Adolf Spinnler
Adolf Spinnler (Liestal, 18 luglio 1879 – 20 novembre 1950) è stato un ginnasta e multiplista svizzero.

## Biografia
Spinnler partecipò alle gare di ginnastica e triathlon ai Giochi olimpici di Saint Louis 1904. Vinse la medaglia d'oro nel concorso individuale a tre eventi e la medaglia di bronzo nel concorso generale mentre nella gara di triathlon di atletica leggera arrivò sessantaquattresimo.